# De Romrée de Vichenet

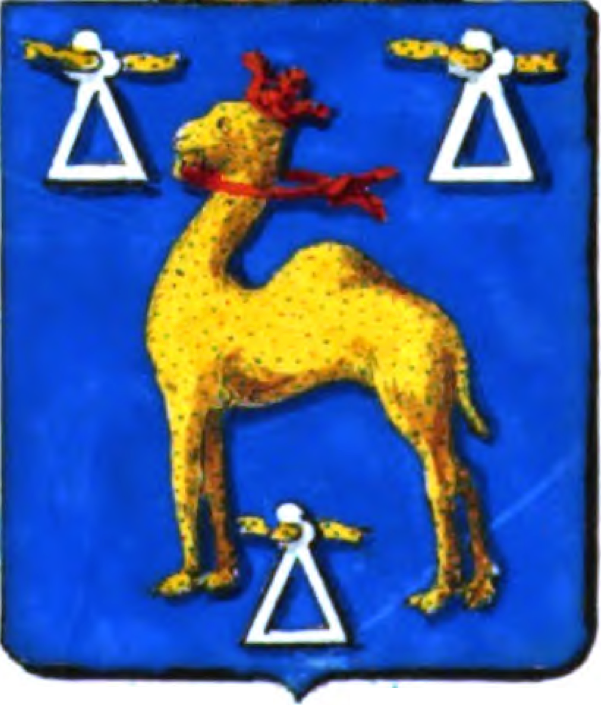
Het wapen van de familie de Romrée (de Vichenet)

De Romrée en De Romrée de Vichenet is een Zuid-Nederlandse en Belgische adellijke familie. De familie heeft adellijke rechten gehad over de Antwerpse plaats Bonheiden, waardoor het familiewapen tevens in het wapen van Bonheiden terecht is gekomen.

## Geschiedenis
Koning Filips IV van Spanje verleende in 1622 de riddertitel aan Jean de Romrée, hofdienaar bij aartshertog Albrecht.
Pierre de Romrée (behorende tot een jonge tak die in 1793 uitdoofde) verkreeg in 1728 van keizer Karel VI de titel graaf, overdraagbaar bij eerstgeboorte. Hij was burgemeester van de stad en heerlijkheid Mechelen. Zijn zoon Jean-Englebert deed de grafelijke titel in 1750 verbinden aan de heerlijkheid Geldenaken. In 1783 werd dezelfde titel toegekend door keizer Jozef II aan de jongste zoon van Pierre de Romrée, Philippe de Romrée, heer van Bonheiden.
Een meer algemene genealogie geeft de volgende opvolging:
- Willem de Romrée
  - Jean de Romrée, x Catherine de la Marck
    - Jean de Romrée, x Emerence Vaesels
      - Jean de Romrée, x Catherine Scholier, xx Johanna van Berchem
        - Jean de Romrée, x Lucrèce van Hoof
          - Pierre de Romrée, x Marie-Anne Bauwens du Boyen
            - Jean de Romrée, x Jeanne Vecquemans
              - drie dochters

        - Antoine de Romrée, x Marie de la Broye
          - Emmanuel de Romrée, x Dorothée de Lierneux de Presles
            - Jean Antoine Conrad de Romrée (1674-1734), x Anne d'Hillebrandes de Hanssens (†1738)
              - Jacques de Romrée, (°1714) x Louise d'Auxy (1728-1796). Hij was de laatste heer van Vichenet onder het ancien régime. Het echtpaar had drie zoons die hierna volgen.

## Edouard de Romrée de Vichenet
Edouard Antoine Ghislain Romrée de Vichenet (°Namen, 28 april 1757), licentiaat in de rechten, werd in 1816, ten tijde van het Verenigd Koninkrijk der Nederlanden, erkend in de erfelijke adel met de titel graaf, overdraagbaar op al zijn afstammelingen. Hij werd ook benoemd in de Ridderschap van Namen en werd lid van de Provinciale Staten van Namen. Hij bleef vrijgezel. Hij leefde nog in 1832 toen hij zijn neef Charles de Romrée, zoon van zijn broer Charles, adopteerde. Een overlijdensdatum is niet bekend.

## Désiré de Romrée
Louis Joseph Désiré de Romrée (°Namen, 12 september 1770) werd samen met zijn oudste broer in 1816 erkend in de erfelijke adel met de titel graaf, overdraagbaar op al zijn afstammelingen. Hij werd benoemd in de Ridderschap van Namen. Hij bleef echter ook vrijgezel. Hij was ingenieur van Waters en Bossen in de provincie Namen en lid van de Provinciale Staten van Namen. Ook van hem is geen overlijdensdatum bekend.

## Henri de Romrée de Vichenet
Charles de Romrée (1760-1820), broer van de twee hierboven genoemden, trouwde in 1803 in Valencia met Antonia de Cebrian y Enriques (1775-1854). Hij werd niet, zoals zijn broers, in de nieuwe adelstand opgenomen.
Zijn zoon Carlos (Charles) de Romrée de Vichenet (1811-1887) werd wel door zijn oom geadopteerd, maar daar behoorde de adellijke status en titel niet bij. Hij was burgemeester van Beuzet en trouwde met barones Flore de Roisin (1826-1902), kleindochter van Baudry de Roisin. Het is pas heel wat later dat zijn zoon Henri tot de adel toetrad.
Henri Joseph Charles Marie Michel Hubert Damien Vincent-Ferrier Ghislain de Romrée de Vichenet (Beuzet, 27 september 1857 - 16 januari 1907), burgemeester van Beuzet en provincieraadslid van Namen, verkreeg in 1901 adelserkenning met de titel graaf, overdraagbaar bij eerstgeboorte. Hij trouwde in 1889 met gravin Gabrielle de Beauffort (1865-1886) en nadat ze in het kinderbed was gestorven, trouwde hij in 1889 in Sint-Joost-ten-Node met haar zus, gravin Marguerite de Beauffort (1863-1946). Ze waren de dochters van markies Albert de Beauffort, burgemeester van Onoz, senator en gouverneur van Namen. Uit het eerste huwelijk had Henri twee en uit het tweede vier kinderen.
- Charles de Romrée de Vichenet (1884-1957), ambassadeur, trouwde in 1906 in Oostduinkerke met Madeleine Crombez (1887-1975), dochter van jhr. Henri Crombez, burgemeester van Taintignies, volksvertegenwoordiger en senator, met afstammelingen tot heden.
  - Henri de Romrée de Vichenet (1907-1985), gevolmachtigd minister en buitengewoon gezant.
  - Marie de Romrée de Vichenet (1909-1994), schrijfster onder de naam Sophie Deroisin.
- Antoine de Romrée de Vichenet (1891-1962), met afstammelingen tot heden.

### Adellijke allianties
- De Beauffort (1883, 1889), Crombez (1906), Kervyn de Lettenhove (1913), De Maleingreau d'Hembise (1914), Lejeune de Schiervel (1930), Nève de Mévergnies (1936), De Viron (1938), Everarts de Velp (1942), Van der Burch (1947), De Potter d'Indoye (1949), De Liedekerke Beaufort (1958), Von Schorlemer (1959), Von Matuschka (1964), Della Faille de Leverghem